# Knautia persicina
Knautia persicina är en tvåhjärtbladig växtart som beskrevs av A. Kerner. Knautia persicina ingår i släktet åkerväddar, och familjen Dipsacaceae. Inga underarter finns listade i Catalogue of Life.